# Boeing Field

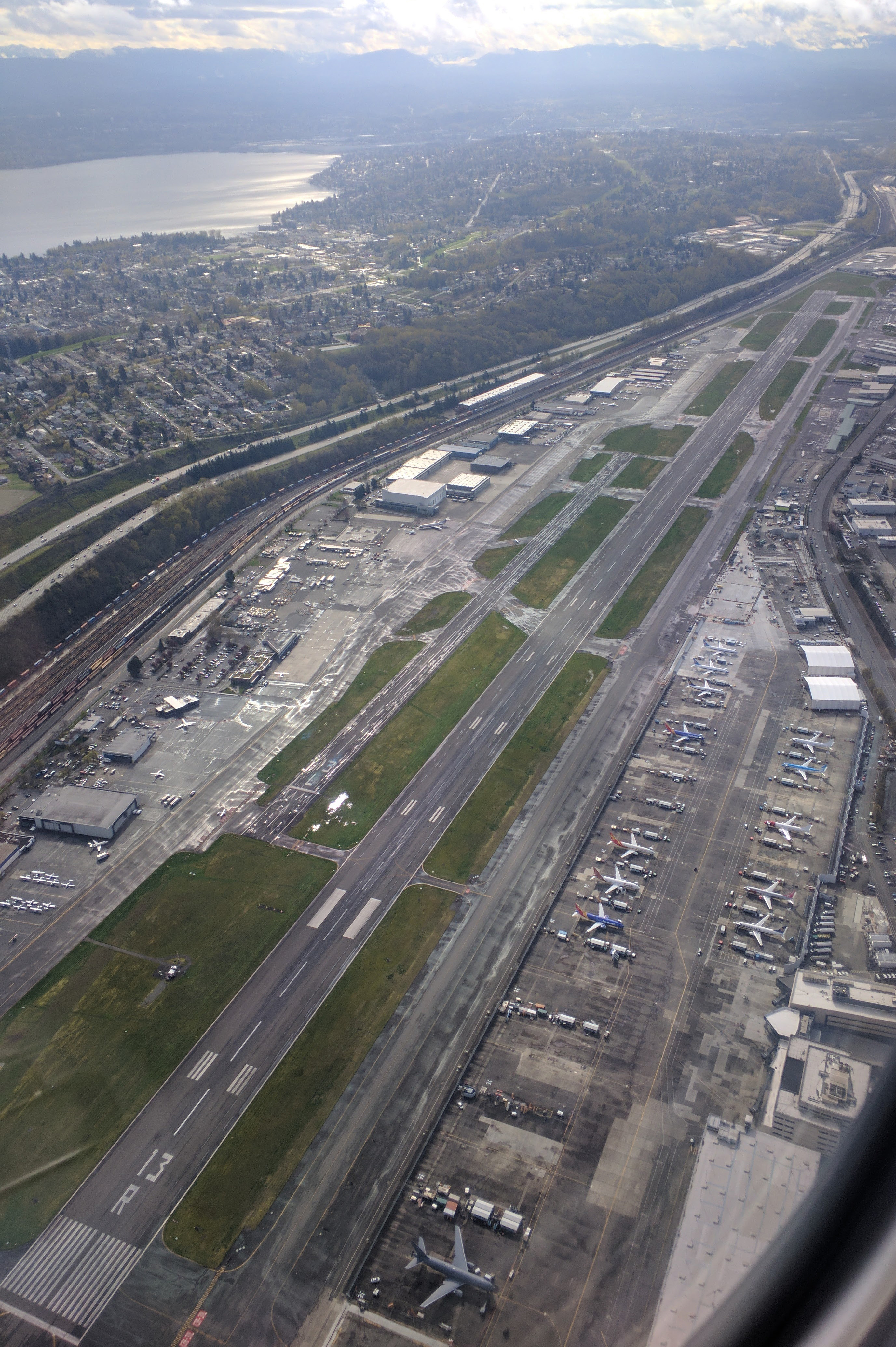
Boeing Field gezien vanuit het noordwesten

Boeing Field (officieel King County International Airport, IATA: BFI) is een vliegveld dat vernoemd is naar de oprichter van Boeing. Boeing heeft hier ook een fabriek.
Hoewel er wel passagiersvluchten plaatsvinden, wordt dit vliegveld voornamelijk gebruikt voor transport van goederen. Het vliegveld ligt in Seattle, ten zuiden van de wijk Georgetown. De luchthaven is eigendom van King County.
Het vliegveld werd gevestigd rond 1928 en is feitelijk het eerste vliegveld van Seattle.
Op Boeing Field is ook het Museum of Flight gevestigd (waarin onder meer de Boeing Red Barn, het historische gebouw afkomstig van de eerste Boeing-fabriek, als beschermd monument opnieuw werd opgetrokken).